# 대한민국 게임대상

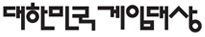
대한민국 게임대상 로고

대한민국 게임대상은 문화체육관광부, 전자신문, 스포츠조선이 주최하고 한국게임산업협회가 주관하는 상으로 매년 대한민국에 발매되는 게임 중 게임업계 종사자, 미디어 관련 종사자, 일반 게이머 등 투표를 통해 심사하게 된다.

## 수상 부문
본상, 기술창작상, 우수개발상 등 10개 부문으로 나눠 심사한다.
| 부문                 | 부문                 | 훈격 / 부상                                       | 수상작/자      | 선정방식                                                       |
| -------------------- | -------------------- | ------------------------------------------------- | -------------- | -------------------------------------------------------------- |
| 대상                 | 대상                 | 대통령상 (트로피) 상금 1천만원                    | 게임개발사     | 심사위원회 60% + 네티즌 20% + 전문가 10% + 게임업체 전문가 10% |
| 최우수상             | 최우수상             | 국무총리상 (트로피) 상금 700만원                  | 게임개발사     | 심사위원회 60% + 네티즌 20% + 전문가 10% + 게임업체 전문가 10% |
| 우수상               | PC/비디오 게임       | 문화체육관광부장관상 (트로피) 상금 각 300만원     | 게임개발사     | 심사위원회 60% + 네티즌 20% + 전문가 10% + 게임업체 전문가 10% |
| 우수상               | 온라인게임           | 문화체육관광부장관상 (트로피) 상금 각 300만원     | 게임개발사     | 심사위원회 60% + 네티즌 20% + 전문가 10% + 게임업체 전문가 10% |
| 우수상               | 아케이드/보드게임    | 문화체육관광부장관상 (트로피) 상금 각 300만원     | 게임개발사     | 심사위원회 60% + 네티즌 20% + 전문가 10% + 게임업체 전문가 10% |
| 우수상               | 모바일게임           | 문화체육관광부장관상 (트로피) 상금 각 300만원     | 게임개발사     | 심사위원회 60% + 네티즌 20% + 전문가 10% + 게임업체 전문가 10% |
| 기술·창작상          | 게임기획/시나리오    | 스포츠조선사장상 (트로피) 상금 100만원            | 게임개발사     | 기술·창작상 심사위원회 80% + 게임업체 전문가 20%               |
| 기술·창작상          | 게임사운드           | 스포츠조선사장상 (트로피) 상금 100만원            | 게임개발사     | 기술·창작상 심사위원회 80% + 게임업체 전문가 20%               |
| 기술·창작상          | 게임그래픽           | 전자신문사장상 (트로피) 상금 100만원              | 게임개발사     | 기술·창작상 심사위원회 80% + 게임업체 전문가 20%               |
| 기술·창작상          | 게임캐릭터           | 전자신문사장상 (트로피) 상금 100만원              | 게임개발사     | 기술·창작상 심사위원회 80% + 게임업체 전문가 20%               |
| 공로상               | 공로상               | 문화체육관광부장관상 (트로피) 상금 300만원        | 개인 또는 단체 | 협회 및 유관단체 추천                                          |
| 우수개발자상         | 우수개발자상         | 문화체육관광부장관상 (트로피) 상금 300만원        | 게임개발사     | 게임업체 전문가 투표                                           |
| 인기게임상           | PC/비디오 게임       | 게임물등급위원회위원장상 (트로피) 상금 각 100만원 | 개발/유통사    | 네티즌 인기투표(80%) + 게임기자단 투표(20%)                    |
| 인기게임상           | 아케이드/보드 게임   | 게임물등급위원회위원장상 (트로피) 상금 각 100만원 | 개발/유통사    | 네티즌 인기투표(80%) + 게임기자단 투표(20%)                    |
| 인기게임상           | 온라인게임           | 한국게임산업협회장상 (트로피) 상금 각 100만원     | 개발/유통사    | 네티즌 인기투표(80%) + 게임기자단 투표(20%)                    |
| 인기게임상           | 모바일게임           | 한국게임산업협회장상 (트로피) 상금 각 100만원     | 개발/유통사    | 네티즌 인기투표(80%) + 게임기자단 투표(20%)                    |
| 인기게임상           | 아시아 특별상        | 한국게임산업협회장상 (트로피) 상금 각 100만원     | 개발/유통사    | 접수작품 중 심사위원회 심사 100% 2작품 선정                    |
| 게임 비즈니스 혁신상 | 게임 비즈니스 혁신상 | 한국콘텐츠진흥원장상 (트로피) 상금 100만원        | 개인           | 접수대상 중 소속회사 추천                                      |
| 클린게임존상         | 클린게임존상         | 문화체육관광부장관상 (트로피) 상금 100만원        | 제공업소       | 유관단체 추천 (3곳 선정)                                       |
| 사회공헌우수기업상   | 사회공헌우수기업상   | 게임문화재단이사장상 (트로피) 상금 100만원        | 개발/유통사    | 게임문화재단 추천 (3배수)                                      |